# Pablen kraňský

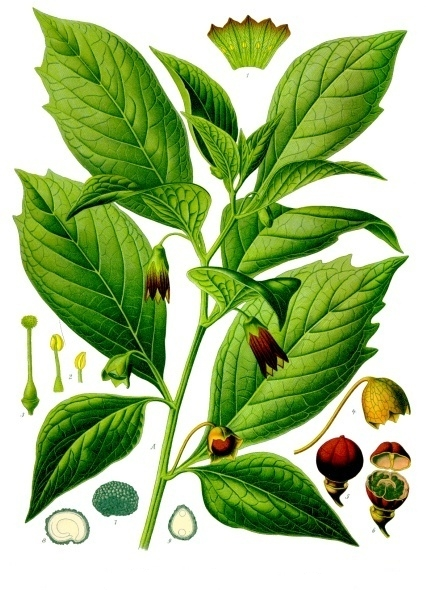
Zobrazení rostliny

Pablen kraňský (Scopolia carniolica) je toxická, vytrvalá, až půl metru vysoká bylina kvetoucí koncem jara převislými, zvonkovitými, hnědofialově zbarvenými květy. Není původní druh české květeny a na území dnešní České republiky byla poprvé zaznamenaná v roce 1866.

## Rozšíření
Rostlina má jihoevropský původ, odkud se disjunktně rozšířila do zemí střední i východní Evropy, kde sahá až po Ukrajinu, černomořské pobřeží a kavkazské pohoří. Je naturalizovaný neofyt, jenž pravděpodobně do Česka připutoval z jižněji položeného evropského území. Druhové jméno „kraňský“ odkazuje na Kraňsko, historické územní dnešního Slovinska.
Do ČR se pravděpodobně dostala jako léčivá rostlina, postupně zplaněla a za vhodných podmínek přežívá ve volné přírodě.

## Ekologie
Hemikryptofyt s krátkou dobou vegetace (asi 3 měsíce), roste hlavně ve vlhkých a mírně stíněných místech, objevuje se ve světlých listnatých i smíšených lesích, stinných roklích, mezi sutí i ve skalních rozsedlinách. Vyžaduje humózní půdu, která bývá průběžně navlhlá a bohatá na živiny. Někdy je vysazována jako okrasná rostlina v zahradách na přistíněných stanovištích, kde kvete v dubnu a květnu. Ploidie druhu je 2n = 48.

## Popis

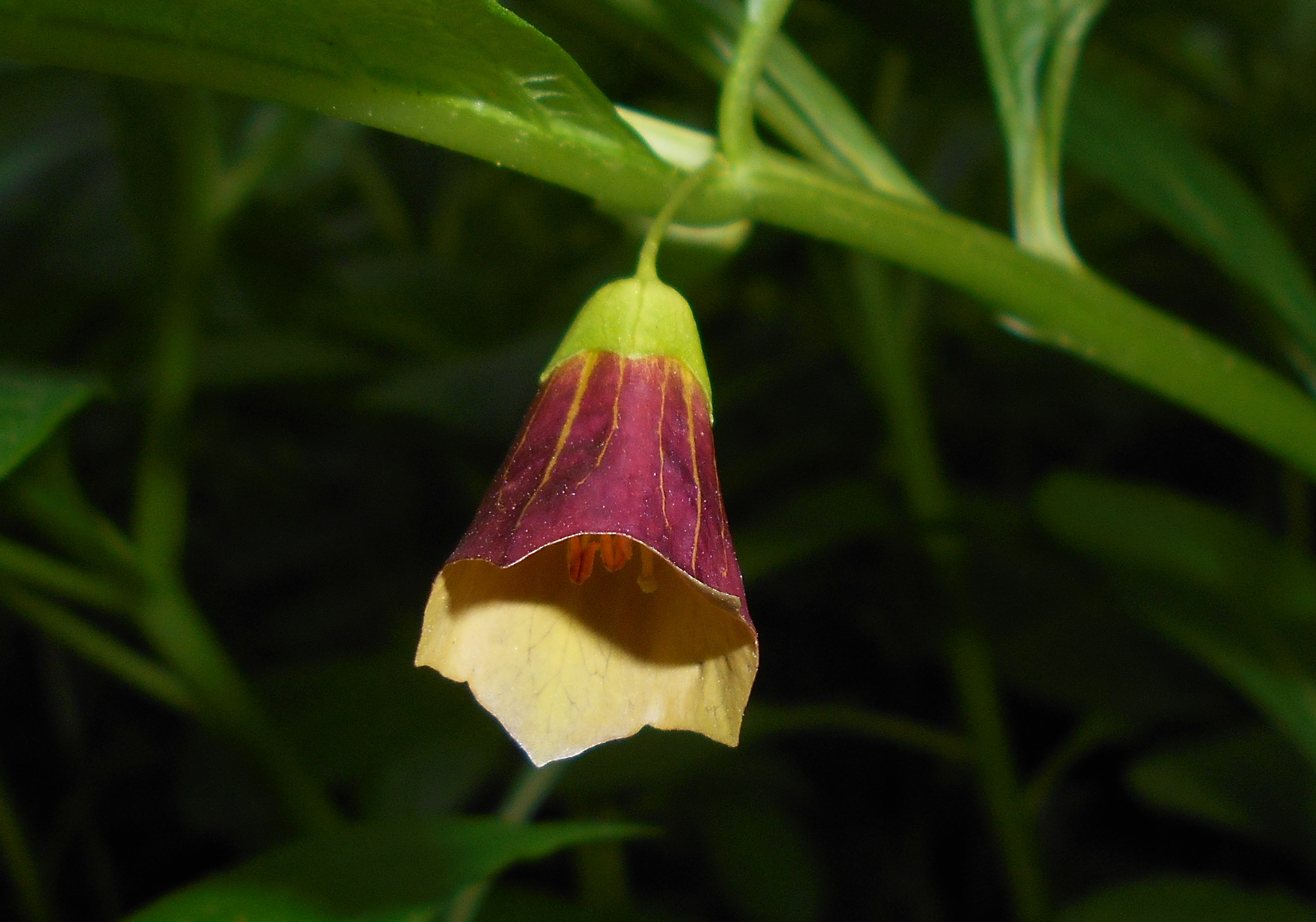
Květ

Vytrvalá bylina s přímou lodyhou 20 až 60 cm vysokou, která vyrůstá z tlustého, vícehlavého, prstencovitě zaškrcovaného oddenku více než 10 cm dlouhého. Lysá nebo zřídka roztroušeně chlupatá lodyha bývá jednoduchá, nejvýše nahoře sympodiálně větvená a porostlá lysými, střídavými listy. Drobné spodní jsou šupinovité a přisedlé. Větší horní mohou být až 20 cm dlouhé a 8 cm široké, mají krátké řapíky a šedozelené čepele, jsou vejčité, u báze klínovité, na konci tupě špičaté a po obvodě celokrajné nebo s jedním či dvěma asymetrickými zuby u vrcholu.
Květy jsou pětičetné, pravidelné, oboupohlavné, asi 2 cm dlouhé a vyrůstají jednotlivě na nicí stopce z paždí listů. Vytrvalý zvonkovitý kalich má 1 cm dlouhé cípy, jež se za zrání plodu zvětšují. Trubkovitá koruna, asi 2 cm dlouhá, je vně leskle hnědofialová a uvnitř olivově zelená. Pět tyčinek s krátkými nitkami přirostlými k bázi trubky nese žluté prašníky. Ze dvou plodolistů vytvořený semeník má tenkou čnělku s hlavatou bliznou a na bázi prstenčitý val s nektarem. Květ je protogynický, blizna dozrává dřív, než je v prašnících zralý pyl, opylení zajišťuje přilétající hmyz.
Plod je dvoupouzdrá, kulovitá, 10 mm velká tobolka obklopená trvalým kalichem. Otevírá se víčkem a obsahuje 20 až 30 bradavčitých semen, která po okolí roznášejí mravenci a jiný hmyz. Rostlina se rozmnožuje převážně vegetativně rozrůstáním oddenku a jeho úlomky, které se oddělují v zúžených místech. Semena jsou málo životná, v ideálním případě vyklíčí asi za měsíc.

## Toxicita
Pablen kraňský je rostlina silně toxická, hlavně oddenek, lodyha již méně. Obsahuje alkaloidy atropin, cuscohygrin, hyoscyamin, cholin, skopolamin, skopolin a další. Podobné látky obsahuje i nať, ale v menší koncentraci. Souhrn obsažených látek již v malých dávkách působí na hladké svalstvo, odstraňuje svalové křeče a snižuje žaludeční nevolnost, ve větší koncentrací působí halucinogenně a blokuje paměť. Bývá využíván v lidovém léčitelství a pěstuje se pro potřebu farmaceutického průmyslu.